# Cersot
Cersot ist eine französische Gemeinde mit 145 Einwohnern (Stand: 1. Januar 2022) im Département Saône-et-Loire in der Region Bourgogne-Franche-Comté (vor 2016 Bourgogne). Die Gemeinde gehört zum Arrondissement Chalon-sur-Saône und zum Kanton Givry (bis 2015: Buxy).

## Lage
Cersot liegt etwa 23 Kilometer westsüdwestlich von Chalon-sur-Saône. Umgeben wird Cersot von den Nachbargemeinden Sassangy im Norden, Montagny-lès-Buxy im Osten, Saint-Vallerin im Südosten, Fley im Süden, Savianges im Südwesten sowie Marcilly-lès-Buxy im Westen und Nordwesten.

## Bevölkerung
| Jahr                      | 1962 | 1968 | 1975 | 1982 | 1990 | 1999 | 2006 | 2011 | 2016 |
| ------------------------- | ---- | ---- | ---- | ---- | ---- | ---- | ---- | ---- | ---- |
| Einwohnerzahl             | 71   | 70   | 76   | 96   | 102  | 101  | 115  | 121  | 139  |
| Quelle: Cassini und INSEE |      |      |      |      |      |      |      |      |      |

## Sehenswürdigkeiten

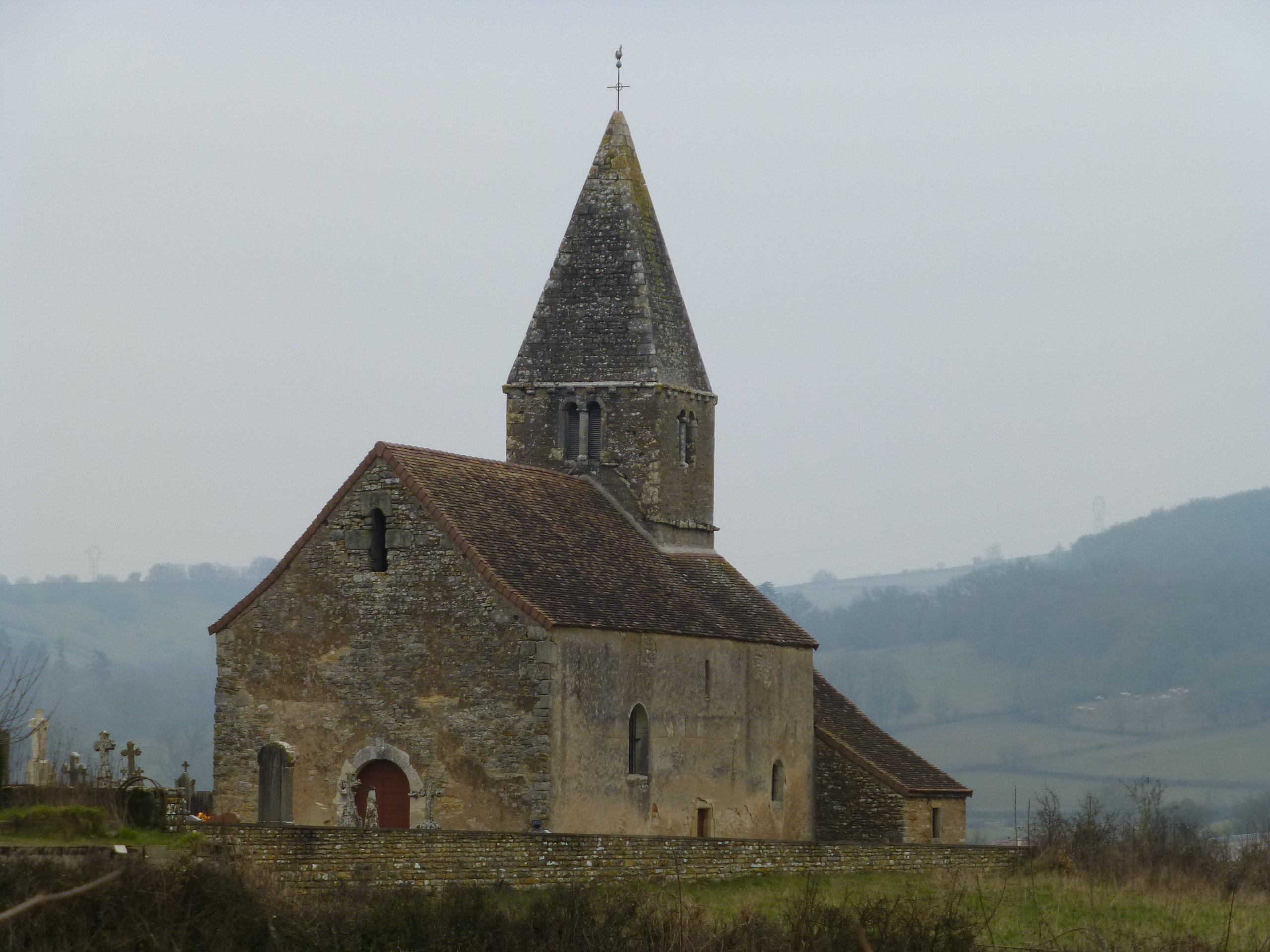
Kirche Notre-Dame-de-l'Assomption

- Kirche Notre-Dame-de-l'Assomption

## Persönlichkeiten
- Michel Descombin (1937–2004), Radrennfahrer